# Montipora caliculata
Montipora caliculata är en korallart som först beskrevs av James Dwight Dana 1846.  Montipora caliculata ingår i släktet Montipora och familjen Acroporidae. IUCN kategoriserar arten globalt som sårbar. Inga underarter finns listade i Catalogue of Life.